# Tabanus sequens
Tabanus sequens är en tvåvingeart som beskrevs av Walker 1848. Tabanus sequens ingår i släktet Tabanus och familjen bromsar. Inga underarter finns listade i Catalogue of Life.